# Acta Crystallographica
Acta Crystallographica je série recenzovaných vědeckých časopisů zaměřených na krystalografii, které vydává Mezinárodní krystalografická unie. Původně byl časopis založen v roce 1948 jako jeden titul pod názvem Acta Crystallographica.
V současnosti zahrnuje šest samostatných časopisů:
- Acta Crystallographica Section A: Foundations and Advances
- Acta Crystallographica Section B: Structural Science, Crystal Engineering and Materials
- Acta Crystallographica Section C: Structural Chemistry
- Acta Crystallographica Section D: Structural Biology
- Acta Crystallographica Section E: Crystallographic Communications
- Acta Crystallographica Section F: Structural Biology Communications

Časopisy ze série Acta Crystallographica jsou známé vysokou kvalitou publikovaných prací a významným dopadem na oblast krystalografie. Patří mezi hlavní tituly portfolia Mezinárodní krystalografické unie.

## Historie
Časopis Acta Crystallographica vznikl současně se založením Mezinárodní krystalografické unie v roce 1948. Cílem bylo obnovit mezinárodní fórum pro krystalografii, které bylo narušeno během druhé světové války, kdy zanikl dřívější hlavní krystalografický časopis Zeitschrift für Kristallographie.
Se zvyšujícím se počtem příspěvků byl v roce 1968 časopis rozdělen na dvě sekce: Sekci A zaměřenou na teoretické základy a Sekci B pro popisy krystalových struktur. Ve stejném roce byl založen i Journal of Applied Crystallography. V roce 1983 přibyla Sekce C věnovaná strukturám malých molekul a Sekce B se od té doby soustředí na biologickou, chemickou, mineralogickou a metalurgickou krystalografii. Rozvoj biologické krystalografie vedl v roce 1993 ke vzniku Sekce D. Online verze časopisů byly spuštěny v roce 1999 a od roku 2000 umožňují elektronické podávání příspěvků a online přístup k předplatnému. V roce 2001 byla založena online Sekce E, zaměřená na krátké zprávy o strukturách malých molekul. V roce 2008 se tato sekce stala plně otevřeně přístupnou. Následovala Sekce F, spuštěná v roce 2005, věnovaná krátkým zprávám o makromolekulárních strukturách a jejich krystalizaci. Od roku 2014 Mezinárodní krystalografická unie publikuje všechny své časopisy výhradně online.